# Feldsteinkirche (Meuchefitz)

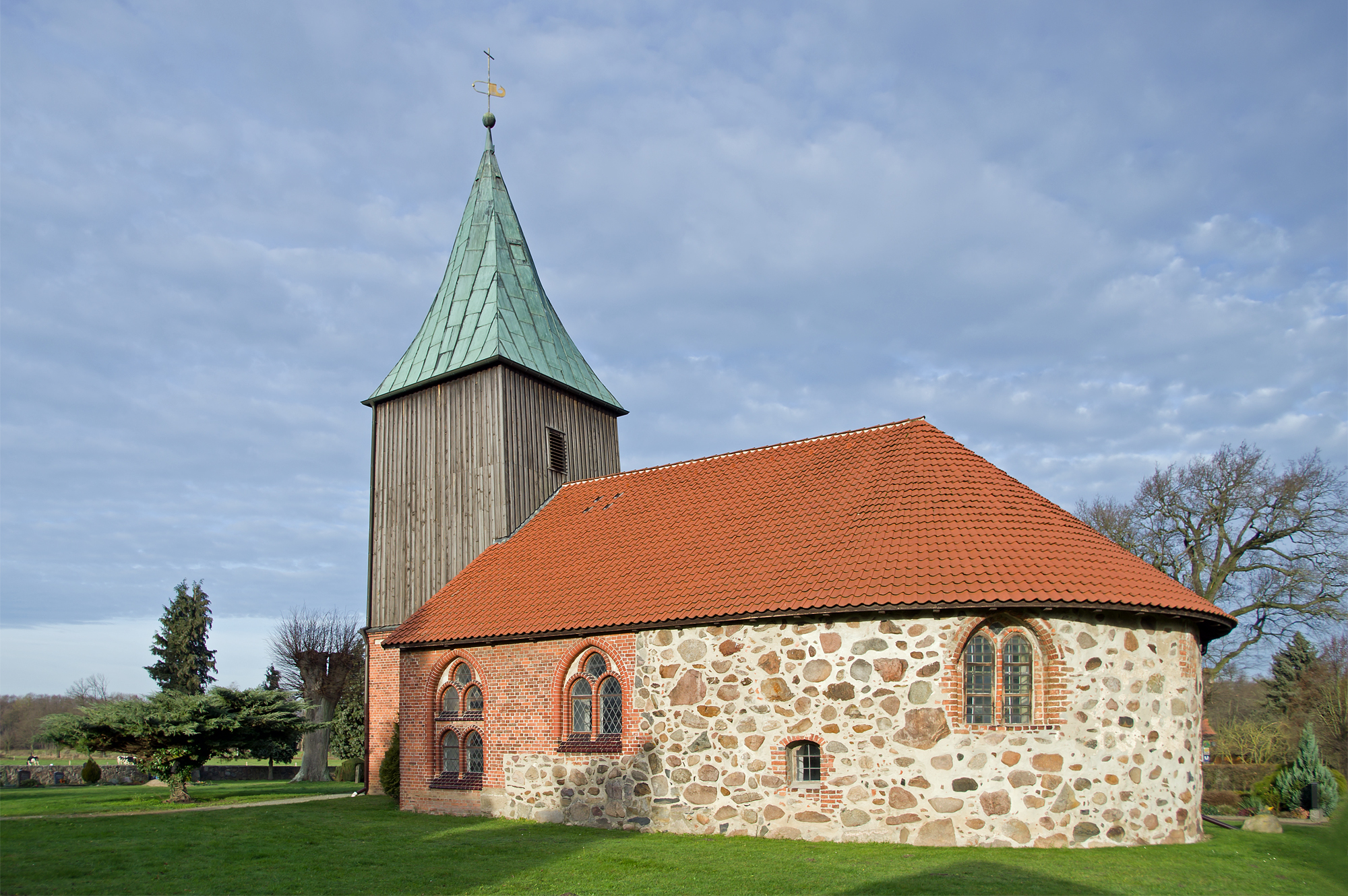
Südseite der Feldsteinkirche Meuchefitz

Die evangelisch-lutherische Feldsteinkirche Meuchefitz ist die Kirche der ev.-luth. Kirchengemeinde Meuchefitz. Die Gemeinde gehört zum Kirchenkreis Lüchow-Dannenberg in der Landeskirche Hannover. 

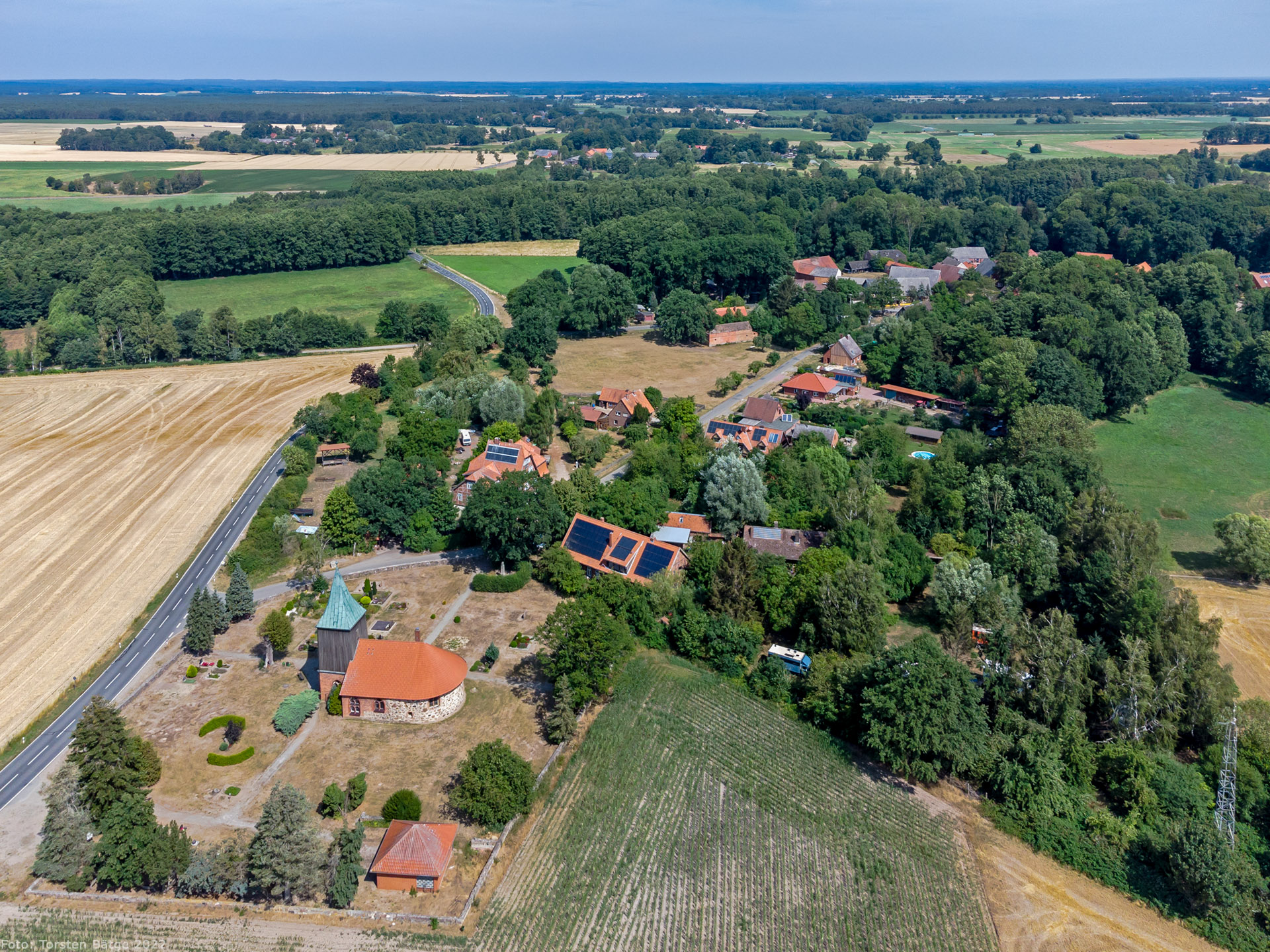
Kirche mit umgebenden Friedhof am Südrand des Dorfes

## Lage
Die Feldsteinkirche steht südlich außerhalb des Dorfes auf einer Anhöhe. Für das Wendland untypisch ist die große Entfernung zum Rundling. Die Kirche ist vom Friedhof der Gemeinde umgeben und durch eine Feldsteinmauer eingeschlossen.

## Geschichte
Die Kirche wurde vermutlich Ende des 13. Jahrhunderts gebaut. Die Reformation ist bis 1534 nach dem Lüneburger Pfründenregister in der Kirchengemeinde Meuchefitz eingeführt worden. Die Gemeinde hat schon immer ein gemeinsames Pfarramt mit der Kirchengemeinde Küsten. 

## Architektur und Ausstattung
Die Kirche ist einschiffig mit einem runden Chorabschluss. Der Turm wurde erst später gebaut und die Turmbasis ist um 1900 mit Ziegelmauerwerk erneuert worden. Der Turm ist mit Brettern verkleidet und hat ein Kupferdach. Die Kirche ist mit rund 13 × 9,50 m eher klein. Neben dem auf der nördlichen Seite gelegenen Eingang finden sich ein Rillenstein und ein „Teufelsfratze“ genannter Stein. 
Eine kleine künstlerische Kostbarkeit ist das Marientod-Relief aus dem 15. Jahrhundert. Es stammt von der Kirchengemeinde Küsten und war vielleicht Teil eines Marienaltars. Es ist die sterbende Maria umgeben von den zwölf Jüngern dargestellt. Es ist eine nichtbiblische Szene aus dem Volksglauben. Das Relief ist aus einem Stück Laubholz geschnitzt und wurde in einer Fachwerkstatt in den ursprünglichen Farben, vorwiegend Gold, restauriert.

### Altar und Taufengel
Das Kircheninnere ist einfach gestaltet. In dem apsisartigen halbrunden Chorabschluss steht ein barocker Kanzelaltar von 1706. Der Kanzelaltar ist reichlich mit Ornamenten, Engelsköpfen und Malereien ausgestattet und mit den Namen der Stifter verziert. Auf der Predella ist eine Abendmahlszene dargestellt. 
Der Taufengel in der Meuchefitzer Kirche ist einer der wenigen verbliebenen Taufengel in den Kirchen der Region. Er wird seit 2002 wieder genutzt, nachdem er eine Zeit lang im Amtsturm-Museum in Lüchow ausgestellt war und danach renoviert werden musste. Vermutlich in der ersten Hälfte des 18. Jahrhunderts entstanden, ist er aus Lindenholz geschnitzt und größtenteils weiß-beige mit wenigen farbigen Elementen in Gold, Rot und Grün gestaltet. Mit der eisernen Aufhängung kann er von der Decke herabgelassen werden.

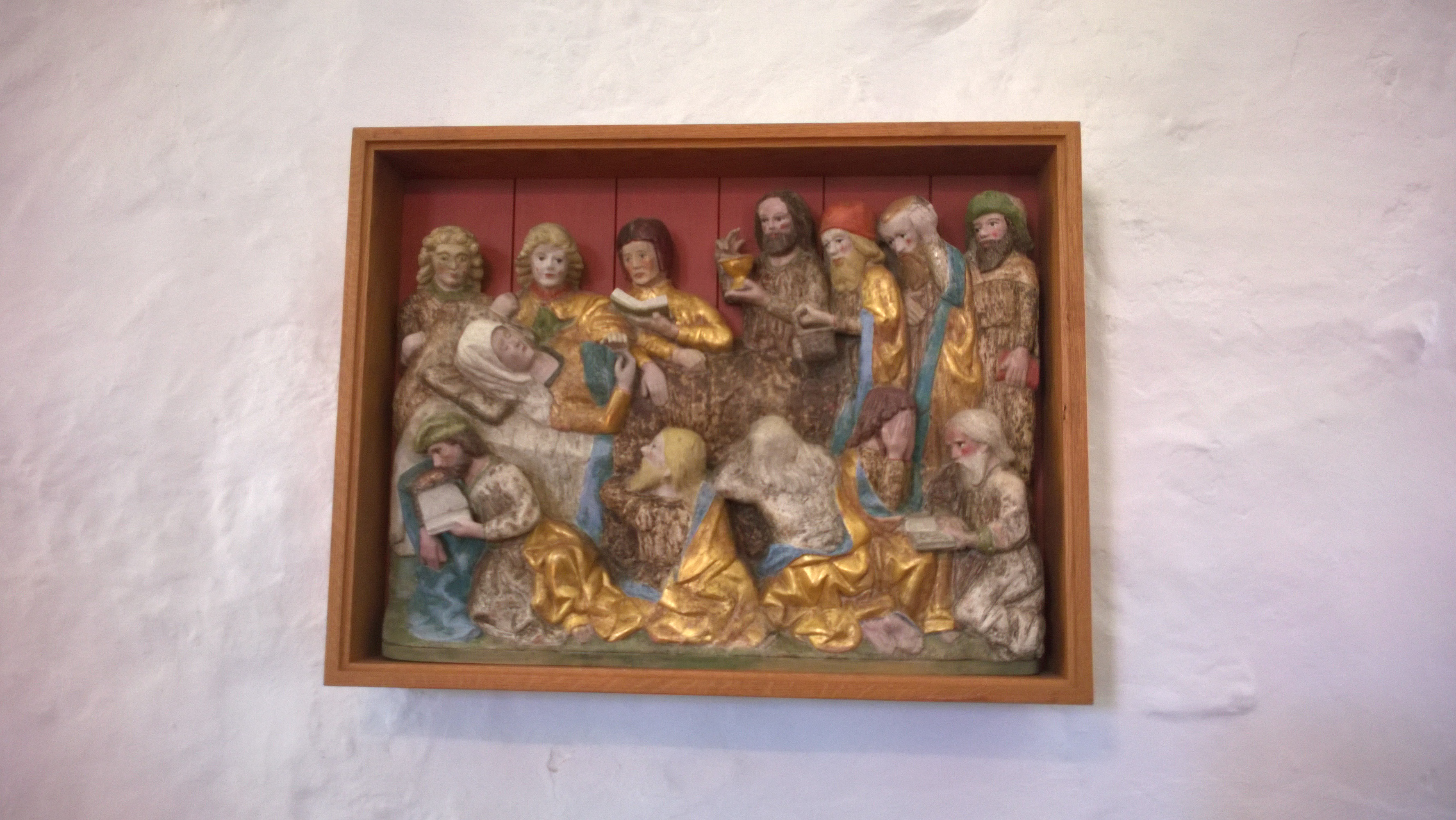
Marientod-Relief
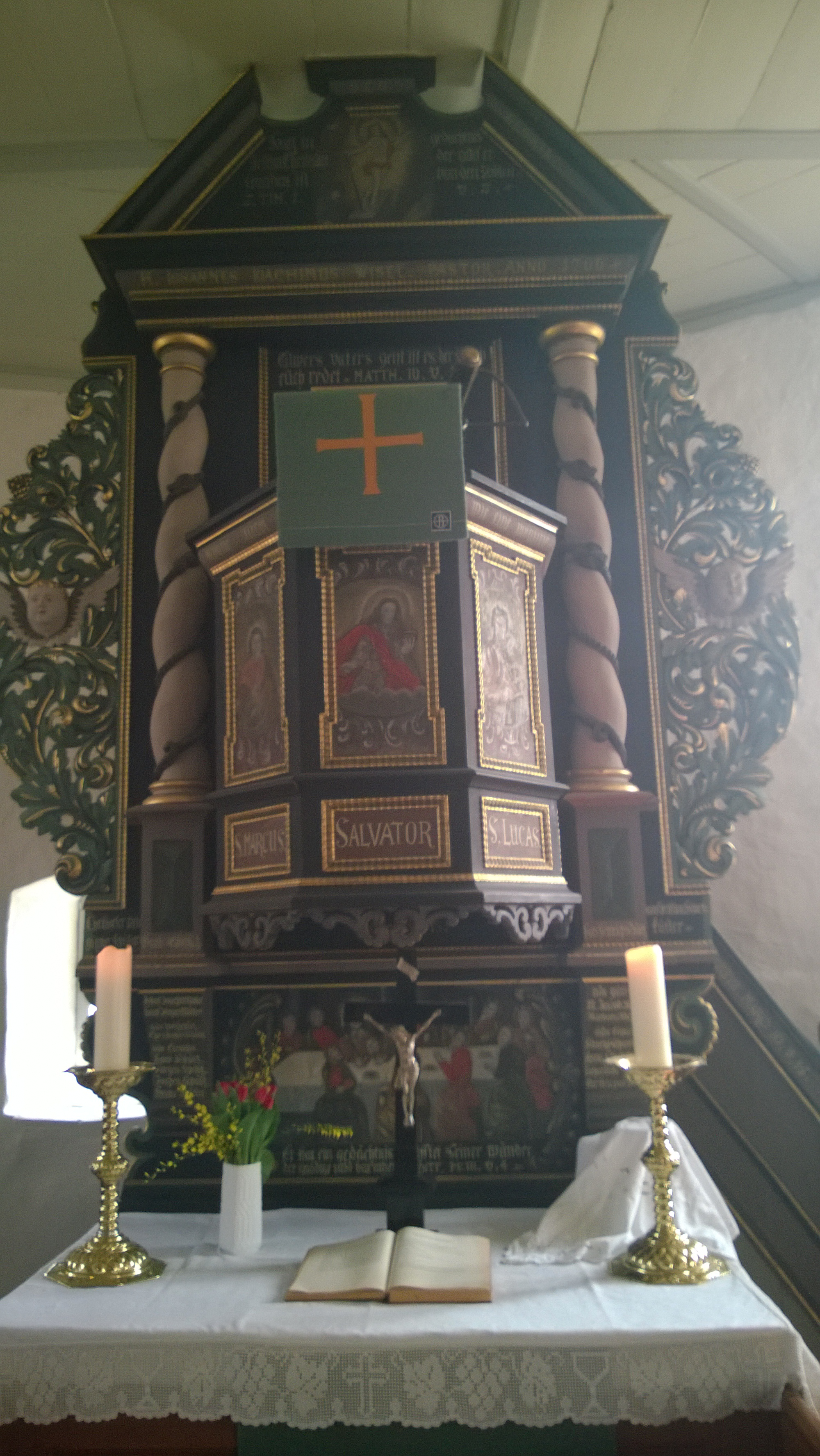
Kanzelaltar
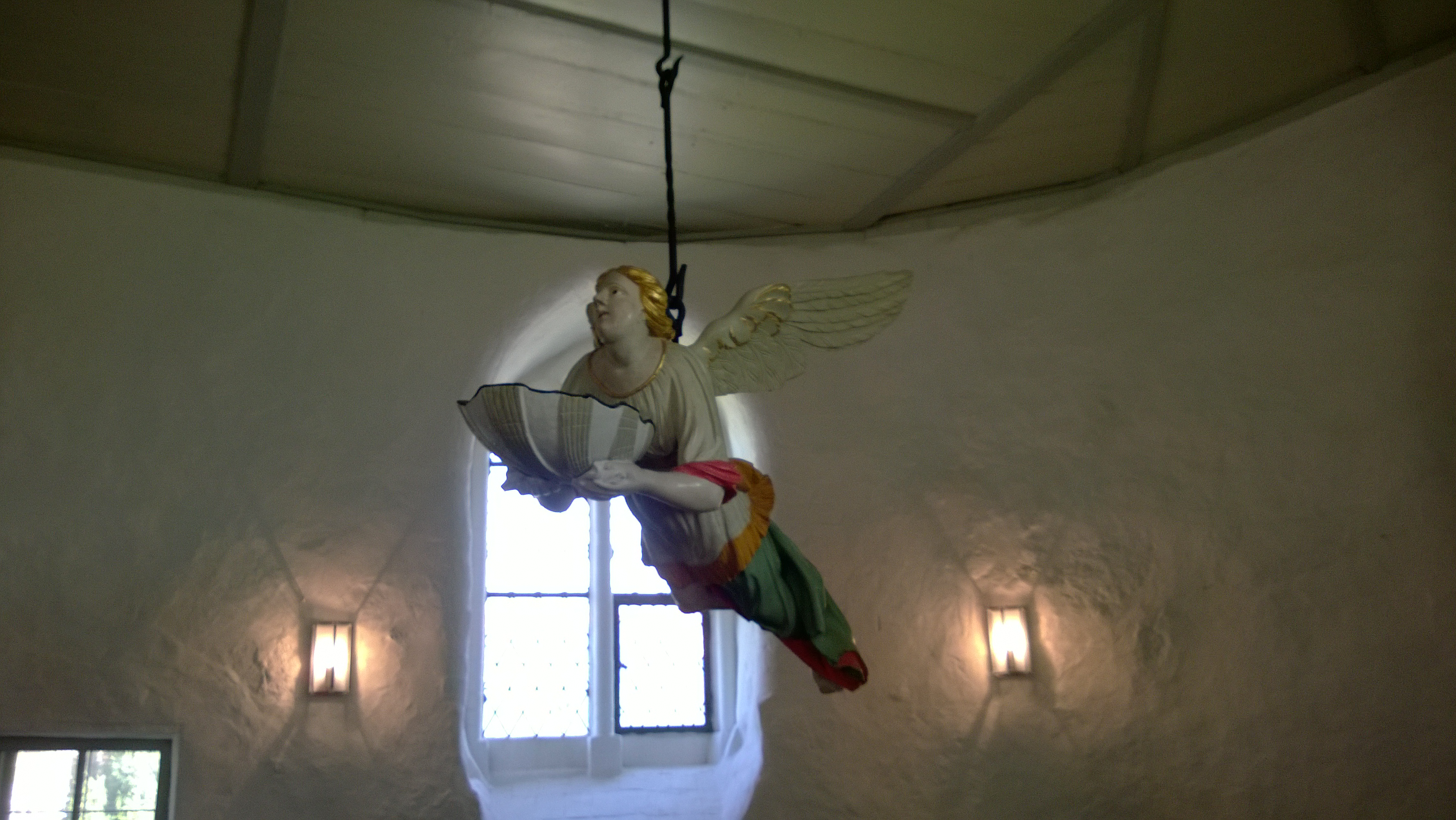
Taufengel

### Orgel
Die kleine einmanualige Orgel ist als sogenanntes Brüstungspostiv in die Emporenbrüstung eingebaut. Sie wurde im Jahre 1969 von der Orgelbauwerkstatt Führer erbaut und besitzt vier Register.
Die Disposition der Orgel:
| I Manual C–g3   |      |
| Gedackt         | 8′   |
| Rohrflöte       | 4′   |
| Principal       | 2′   |
| Scharff III B/D | 1/3′ |

| Pedal C–d1 |
| angehängt  |